# Biru
Biru (tyb. འབྲི་རུ་རྫོང, Wylie: ′bri ru rdzongg, ZWPY: Biru Zong; chiń. upr. 比如县; pinyin Bǐrú Xiàn) – powiat we wschodniej części Tybetańskiego Regionu Autonomicznego, w prefekturze Nagqu. W 1999 roku powiat liczył 43 700 mieszkańców.